# Вьетминь
Вьетми́нь (вьет. Việt Minh, сокращение от вьет. Việt Nam Ðộc Lập Ðồng Minh Hội, рус. Лига независимости Вьетнама) — военно-политическая организация, созданная Хо Ши Мином для борьбы за независимость Вьетнама от Франции и Японии.

## Предшествующие события
После начала всемирного экономического кризиса в 1929 году положение в Индокитае осложнилось. Повышение налогов вызвало массовое недовольство у широких слоёв населения, и в 1930 году в провинциях Нгетинь и Хатинь началось крестьянское восстание, участники которого отказались платить налоги, подняли в селениях красные флаги, начали организацию Советов и школьного образования. Восстание было подавлено французскими колониальными властями (но участник этих событий Нго Тоай в дальнейшем возглавил подполье в провинции Намдинь, а в 1945 году - стал командиром партизанского отряда Вьетминя в этом регионе).
6 ноября 1939 года состоялся VI пленум ЦК Коммунистической партии Индокитая (КПИК), на котором были рассмотрены вопросы деятельности в условиях разрастающегося в Европе военного конфликта, принято решение о переходе от легальных и полулегальных к подпольным методам деятельности и подготовке условий к вооружённому восстанию.
6 мая 1941 года Япония подписала торгово-экономическое соглашение с Французским Индокитаем. После капитуляции Франции (колонией которой являлся Вьетнам) перед гитлеровской Германией, установленный в южной части Франции прогерманский режим Виши пошел на уступки Японии (имевшей притязания на Вьетнам). 14 июля 1941 японцы начали переговоры о размещении японских войск в южной части Французского Индокитая, 23 июля 1941 было подписано японо-французское соглашение о совместной обороне Индокитая. 26 июля 1941 японское правительство опубликовало текст этого соглашения, а 29 июля 1941 началась японская оккупация Индокитая.
6-9 ноября 1940 года в Диньбанге (провинция Бакнинь) был проведён VII пленум ЦК КПИК, на котором было принято решение о создании единого антифашистского фронта Индокитая. В качестве противника был определён «франко-японский милитаристский империалистический блок»
После того, как японцы начали разоружать французские части, 27 сентября 1940 года подпольный комитет КПИК в районе Бакшон (провинция Лангшон) принял решение начать восстание. На сторону восставших перешли туземные подразделения французских колониальных войск, ещё некоторые французские подразделения были разоружены. Восставшие заняли военный пост в Моняе и объявили о создании вооружённых отрядов, но после этого японцы прекратили разоружение французских войск, освободили ранее интернированных французских военнослужащих и разрешили им начать боевые действия против повстанцев. Восстание было подавлено, хотя боевые действия продолжались до 13 ноября 1940 года.
Аресты и репрессии, в ходе которых была арестована занимавшаяся подготовкой восстания в Намки (южная часть Вьетнама) секретарь Сайгонского комитета КПИК Минь Кхай, стали причиной преждевременного начала восстания в Намки, которое началось 23 ноября 1940 года и продолжалось почти два месяца, прежде чем было окончательно подавлено.
Именно здесь, в Коншоне, восставшие впервые подняли красный флаг с пятиконечной золотой звездой.

## История
После неудачи восстания в Намки, из Цзинси в северный Вьетнам перешли ещё две группы: первая состояла из 43 вьетнамцев (20 из которых имели опыт военной службы в китайской армии гоминьдана), в составе второй группы из шести человек через границу перешёл Хо Ши Мин.
Организация была создана в мае 1941 года в китайском городе Цзинси, недалеко от границы с Вьетнамом. В состав организации вошли члены Коммунистической партии Индокитая, а также активисты нескольких крестьянских, профсоюзных, молодёжных и женских организаций и объединений.
Вслед за этим, в районе деревни Пакбо (в провинции Каобанг) была создана нелегальная типография, которая начала выпуск газеты, листовок и литературы на самодельной бумаге из измельчённого бамбука (одним из первых был выпущен переведённый на вьетнамский язык трактат «Искусство войны» средневекового китайского полководца Сунь-цзы).
25 октября 1941 года были опубликованы манифест, программа и устав Вьетминя.
Первые опорные пункты Вьетминя были созданы активистами компартии Индокитая в 1941 году в провинции Каобанг и в районе Бакшон провинции Лангшон. Именно здесь в конце 1941 года были сформированы первые ополченческие отряды спасения родины. Кроме того, до марта 1942 года в районе Бакшон действовал крупный партизанский отряд.
Основным районом деятельности Вьетминя в 1941—1942 годы был Вьетбак — горно-лесистая местность на севере Вьетнама, примыкавшая к границе с Китаем. Здесь были созданы первые опорные базы, велось обучение кадров.
В 1942 году с целью расширить зону влияния Вьетминя в равнинной части дельты реки Меконг был создан «Авангардный отряд для похода на Юг» под командованием Во Нгуен Зиапа. В дальнейшем, в разных районах страны началось создание территориальных организаций движения (обществ спасения Вьетнама), которые вели агитацию среди населения и подготовку к вооружённому сопротивлению.
В конце 1942 года был создан временный комитет Вьетминя трёх провинций, ставший организационным центром, координирующим деятельность организации в провинциях Каобанг, Баккан и Лангшон.
В 1942—1943 годы в состав Вьетминя вошли несколько патриотических организаций, в том числе «Общество рабочих за спасение Родины», «Общество крестьян за спасение Родины» и «Общество молодёжи за спасение Родины».
В начале 1943 года активисты Вьетминя активно занимались пропагандистской деятельностью, они вели устные беседы, распространяли газеты «Кыу куок» (печатное издание Вьетминя) и «Ко зяй фаунг» (печатный орган компартии Индокитая), листовки и литературу. В феврале 1943 года руководство Вьетминя приняло решение усилить работу по привлечению на свою сторону интеллигенции и национальной буржуазии и начать подготовку к вооружённому восстанию.
В августе 1943 года в центре «коридора», соединявшего провинции Каобанг и Тхайнгуен были созданы ещё два вооружённых отряда Вьетминя.
В ноябре 1943 года в связи с возросшей активностью Вьетминя была предпринята масштабная карательная операция в район дислокации основных сил Вьетминя. К концу 1943 года в столкновениях с японскими силами слабовооружённые отряды Вьетминя (на вооружении партизан имелись старые кремнёвые ружья, холодное оружие и бамбуковые пики) понесли серьёзные потери.
В начале 1944 года руководство Вьетминя установило контакты с группой патриотических студентов Ханойского университета, которые вскоре вступили в состав Вьетминя. Кроме того, в состав Вьетминя в это время вступили несколько групп патриотически настроенной интеллигенции, в том числе «Общество работников культуры спасения Родины» (в него входили писатели Нгуен-динь-Тхи, Нам Као, Нгуен Хонг, То Хоай, Нгуен-хюй-Тыонг). Позднее, ими были созданы несколько групп в составе Вьетминя («Группа передовой культуры», «Группа по изучению марксизма», «Группа по изучению истории Вьетнама»).
В это же время руководство и активисты Вьетминя устанавливают контакты с элементами Вьетнамской революционной лиги (организации, выступавшей за освобождение Вьетнама, но ориентировавшейся на гоминьдановский Китай), а Хо Ши Мин был избран членом Исполнительного комитета Вьетнамской революционной лиги. Позднее, часть активистов Вьетнамской революционной лиги перешла во Вьетминь.
В мае 1944 года ЦК Вьетминя выпустил инструкцию «Подготовка восстания», вслед за этим началось увеличение численности вооружённых отрядов. Это встревожило колониальные власти, которые провели несколько крупных операций в районе Вьетбака и усилили репрессии.
В 1944 году Вьетминь контролировал провинции Лангшон, Каобанг, Баккан, Тхайнгуен, Туйенкуанг, Бакзянг и Виньен на севере Вьетнама, где началось создание административных органов управления — комитетов компартии Индокитая.
7 мая 1944 года руководство Вьетминя отдало приказ о подготовке к вооружённому восстанию.
В июне 1944 года в состав «Лиги независимости Вьетнама» вступила Демократическая партия Вьетнама, среди активистов которой были представители городского «среднего класса», национальной буржуазии и землевладельцы. К концу июня 1944 года влияние организации усилилось, освобожденные районы имелись в девяти провинциях на севере и в центральной части Вьетнама.
В октябре 1944 года французскими войсками была уничтожена опорная база Вьетминя в районе Вуняй—Бакшон.
В декабре 1944 года началось создание отрядов регулярной армии. 22 декабря 1944 года был создан первый отряд регулярных сил, которым командовал Во Нгуен Зиап. На момент формирования, отряд насчитывал 34 бойца, на вооружении которых имелись 1 ручной пулемёт, 17 винтовок, 2 пистолета и 14 кремнёвых ружей. 24 и 25 декабря 1944 года отряд совершил первые боевые операции: были атакованы и захвачены два поста французских колониальных войск — пост в Нангане (провинция Каобанг) и пост в Файкхат (провинция Баккан).
В это же время руководство Вьетминя установило контакты с активистами «Свободной Франции» и предложило им начать совместные действия против японских войск в Индокитае, однако это предложение было отклонено.
В 1945 году, понимая, что Япония проигрывает войну, многие чиновники Бао Дая начинают поддерживать Вьетминь и саботировать исполнение приказов японской оккупационной администрации.
9 марта 1945 года командование японских войск в Индокитае предъявило ультиматум французским войскам с требованием сдать оружие, а на следующий день, 10 марта 1945 года, окружив места дислокации французских сил, начало их интернирование. Из 37 тыс. французских колониальных войск (7 тыс. французов и 30 тыс. туземных военнослужащих), находившихся в это время в Индокитае, к границе с Китаем удалось прорваться 5 тысячам. Эти события изменили соотношение сил в регионе
Ночью 11 марта 1945 года боевые отряды Хынгиена захватили форт Баниеннян. В этот же день подняли восстание в концентрационном лагере Бато арестованные активисты Вьетминя, они быстро установили контроль над лагерем и разоружили охрану.
12 марта 1945 года ЦК КПИК принял постановление о прекращении использования антифранцузских лозунгов и предложил правительству Франции оказать помощь в антияпонской борьбе французскому движению Сопротивления в Индокитае при условии, что через пять лет после окончания войны Индокитай станет независимым государством. Ответа от французской стороны получено не было.
В марте 1945 года Вьетминь распространил влияние на активистов молодёжной организации «Передовая молодёжь», действовавшей в южном Вьетнаме, в дальнейшем в состав Вьетминя перешли многие активисты этой организации.
В апреле 1945 года активизируется подготовка военных отрядов Вьетминя (которые к этому времени уже достигли 1 тыс. бойцов), было создано главное военное командование и школы для подготовки командных кадров. Одновременно, активизируется создание подпольной сети в городах Ханой, Хюэ и Сайгон.
10 апреля 1945 года вьетнамскими силами был окружен и уничтожен японский гарнизон в провинции Тхайнгуен (80 солдат). В дальнейшем, ими были разгромлены или разоружены другие посты и гарнизоны японских и колониальных войск.
15 мая 1945 года в Тётю в результате объединения отрядов спасения родины и отрядов освобождения была создана Освободительная армия Вьетнама
4 июня 1945 года в селении Танчао состоялась конференция народных представителей северного Вьетнама, которая провозгласила создание освобождённого административного района (в состав которого вошла территория шести полностью занятых партизанами провинций и районы ещё двух частично занятых провинций с населением свыше 1 млн человек). Столицей района стало селение Танчао.
13 августа 1945 года Вьетминь объявил о начале восстания.
16 августа 1945 года отряды Вьетминя выступили из Танчао в направлении дельты Красной реки и Ханоя, 17 августа 1945 года они вступили в Ханой, разоружив охрану императорского дворца, заняв казармы и арсенал, а к вечеру 19 августа 1945 года полностью установив контроль над стратегическими объектами столицы.
2 сентября 1945 года на выборах в Национальное собрание «Лига» одержала победу, получив 230 из 300 мест, в этот же день было провозглашено создание Демократической Республики Вьетнам.
В 1946 году в состав «Лиги независимости Вьетнама» вступила Социалистическая партия Вьетнама, которая объединяла в основном представителей вьетнамской интеллигенции.
Также, в начале 1946 года был заключён союз между Вьетминем и Единым национальным фронтом Кампучии «Кхмер Иссарака», после чего активизировалось взаимодействие и взаимопомощь вьетнамских и камбоджийских коммунистических партизан в районе границы между Вьетнамом и Камбоджей. Летом 1946 года кхмеры начали участвовать в операциях вьетнамских партизан против французских колониальных войск в Индокитае.
В 1949 году из перешедших на сторону вьетнамцев алжирских, тунисских и марокканских солдат, в составе сил Вьетминя была создана «Свободная североафриканская бригада», сражавшаяся против французских войск.
В марте 1951 года «Лига независимости Вьетнама» объединилась с партией «Национальный союз Вьетнама» (Льен-Вьет), в результате была создана единая организация Объединённый национальный фронт Льен-Вьет.

## Деятельность

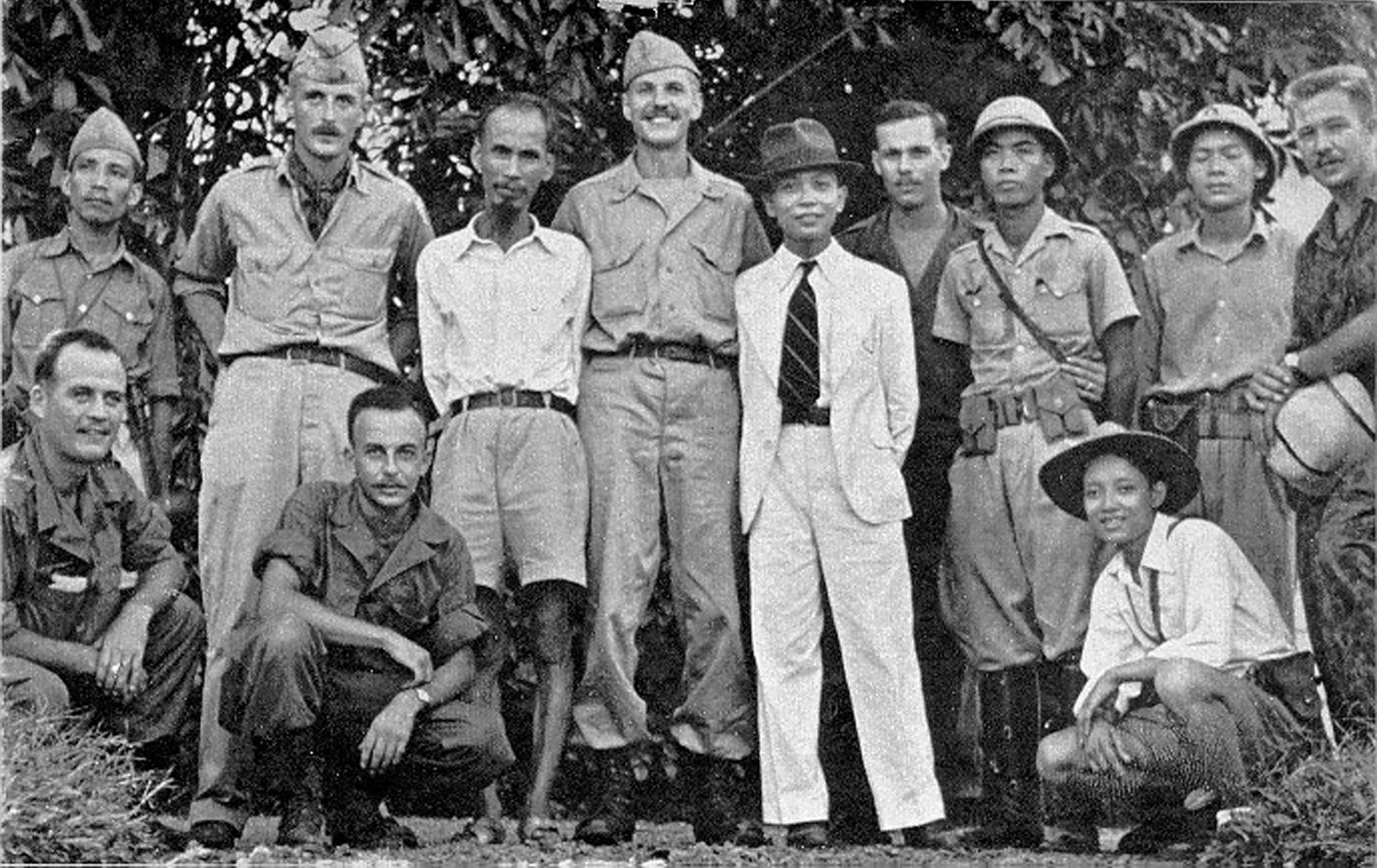
Руководители Вьетминя и OSS в 1945 году

Во время Второй мировой войны боролся как с японскими оккупантами Вьетнама, так и с подчинявшейся им французской колониальной администрацией.
При этом, Вьетминь оказывал помощь странам антигитлеровской коалиции — в частности, передавая разведывательные данные о японских силах во Французском Индокитае.
В этот период руководители Вьетминя четыре раза обращались к представителям OSS в Китае, с предложением активизировать саботаж против японских войск во Французском Индокитае, если американская сторона предоставит им оружие, но все эти предложения были отклонены. В общей сложности, по линии OSS от США были получены один пистолет-пулемёт Томпсона и два пистолета «кольт»; ещё шесть револьверов .38 калибра и партию патронов представителям Вьетминя передал сотрудник OSS Пол Хелливелл в качестве оплаты за спасение ими трёх сбитых американских пилотов. Есть сведения, что летом 1945 года американские инструкторы подготовили 200 партизан Вьетминя.
Кроме того, в этот период времени Вьетминь получал помощь со стороны Франции (после подписания в марте 1944 года соглашения о борьбе против Японии, 23 марта 1944 года было получено 165 винтовок «ремингтон» и 40 карабинов) и гоминьдановского правительства Китая.
К моменту капитуляции Японии, в августе 1945 года поддержка со стороны западных стран была прекращена.